# マグワ
マグワ(Morus alba)は、成長が早いクワの一種で、10-20mの高さまで成長する。ヒト程度の比較的短寿命の木であるが、250歳を超える個体もいくつか知られている。中華人民共和国中央部に自生し、アメリカ合衆国、メキシコ、オーストラリア、キルギスタン、アルゼンチン、トルコ、イラン、インド、その他多くの国で栽培されたものが帰化している。
絹の商業生産に必要なカイコを飼育するために、広く栽培されている。また、音速の半分という速さで花粉を射出することでも知られている。果実は、熟すと食用になる。

## 記載

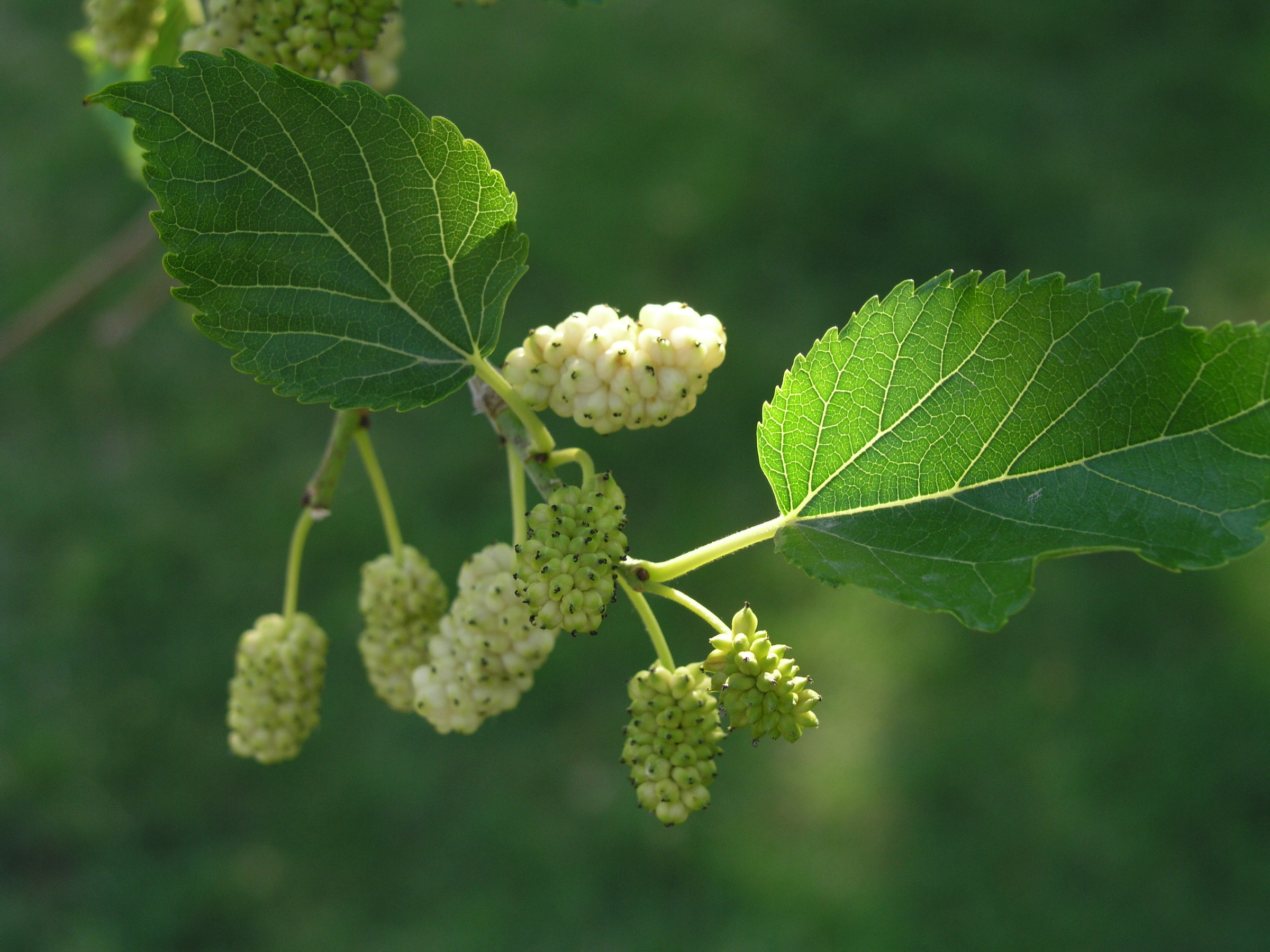
葉と果実

若木では、葉の大きさは最大30cmの長さになり、深く複雑な裂片を持つ丸い形である。古い木では、葉の大きさは5-15cmで、裂片はなく、根元の部分はハート形であり、先端は丸か尖っており、葉縁は鋸歯状である。通常は温帯では落葉性であるが、熱帯では常緑のものもある。
花は単性で尾状花序であり、雄花は2-3.5cm、雌花は1-2cmの長さである。通常、雄花と雌花は別の木に生じるが、1本の木に両性の花が生じることもある。果実は、長さ1-1.5cmである。野生のものは深紫色でるが、栽培されたものでは、多くは白色から桃色になる。味は甘いが、強い風味を持つレッドマルベリーやクロミグワとは異なり、風味は弱い。果実を食べた鳥等により、種子は広い範囲に運ばれる。
科学的には、尾状花序から花粉を放出する際を含め、RPM（植物の急速運動）の事例として有名である。雄蕊がカタパルトとして働き、25マイクロ秒の間に蓄えた弾性エネルギーを放出する。その結果、動きの速さは音速の約半分、610km/hに達し、植物界の既知の運動の中で、最も速いものとなっている。

## 分類
2つの変種が知られている。
- Morus alba var. alba
- Morus alba var. multicaulis

## 栽培

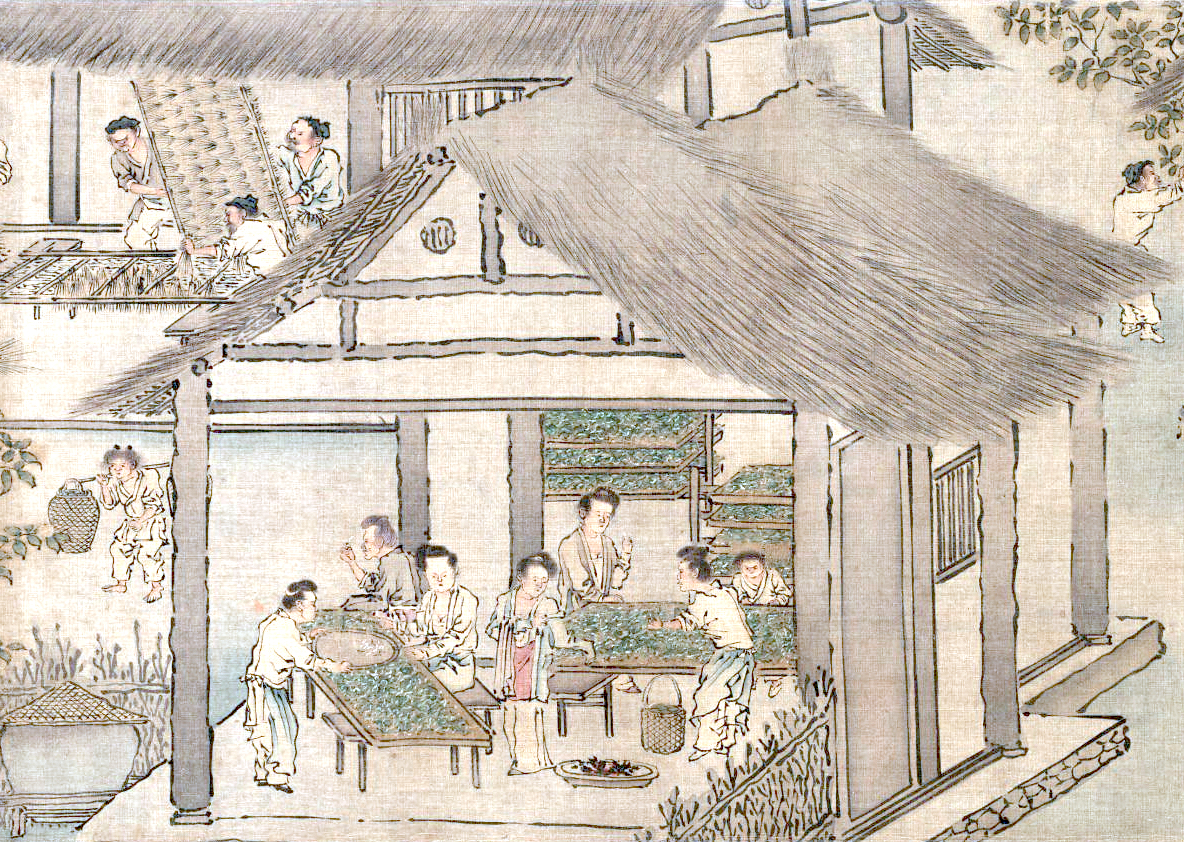
1200年頃の梁楷による作品。カイコの飼育箱の中にマグワの葉が置かれている。

中国では、4700年以上前から、カイコの飼育のためにマグワを栽培してきた。古代ギリシアや古代ローマでもカイコの飼育のために栽培された。少なくとも220年には、ローマ帝国皇帝ヘリオガバルスは絹のローブを着用していた。12世紀にはヨーロッパの他の国にも伝わり、15世紀にスペイン帝国に征服された後には、ラテンアメリカにも導入された。2002年には、中国国内において6260km2がこの種のために用いられていた。
インド亜大陸西部からアフガニスタン、イランを経て南ヨーロッパに至る広い範囲で、1000年以上にわたり、カイコの飼育のために栽培されてきた。
最近では、北アメリカの多くの都市部に加えて、道端や植林地の端等の荒れた土地でも広く帰化しており、原生するレッドマルベリーと交雑している。いくつかの地域では広範な交雑が起きており、レッドマルベリーの長期的な遺伝的生存が危惧されている。
標高4000mまで生存でき、温帯の他、亜寒帯地域においても栽培されて広く帰化している。貧土壌にも耐えることができるが、弱酸性で水はけが良い砂質または粘土質のローム土を好む。

## 利用

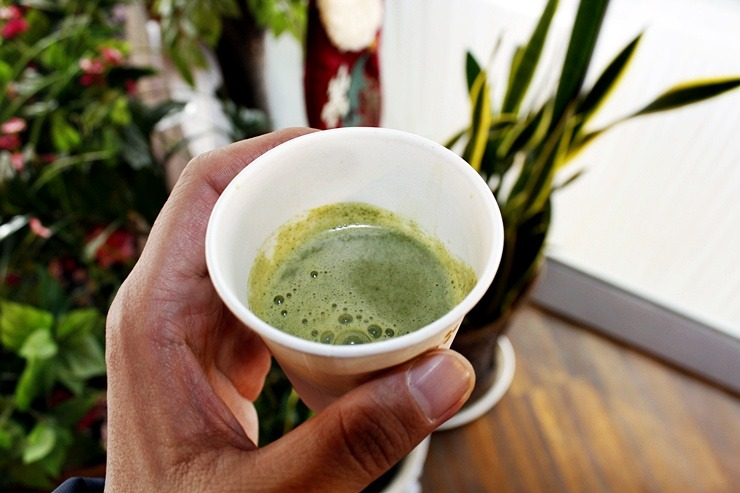
桑の葉茶

葉は、カイコが好む餌として用いられる他、乾期の植物が少ない地域では、ウシやヤギ等の家畜の餌としても用いられる。大韓民国では、桑の葉茶（ポンイプチャ）が作られる。実も食用となり、しばしば乾燥させたりワインが作られる。
アメリカ合衆国では、造園用途で、絹生産のためのマグワからのクローンとして、果実をつけないマグワが開発されている。果実なしで木陰を作ってくれる鑑賞樹として用いられている。
シダレグワ(Morus alba f. pendula)は、鑑賞樹として人気が高い。1800年代末から1900年代初めにかけて、デラウェア・ラッカワナ・アンド・ウェスタン鉄道のニュージャージー州内のいくつかの大きな駅では、この植物が植えられた。影ができることと甘い実を付けることから、アメリカ合衆国南西部の砂漠都市では、芝生に植えられる木として人気があった。一方、花粉に悩まされる都市も多く、花粉症を増やしたとして非難もされた。

### 医療用途
クワノンG、モラシンM、ステポゲニン-4'-O-β-D-グルコシド、マルベロシドA等の様々な抽出成分が広範な薬効を持つと言われている。マグワから抽出されるシアニジン-3-O-β-D-グルコピラノシド及びサンゲノンGは、動物モデルにおいて、中枢神経系に対するいくつかの効果が実験されているが、まだその効果を確認する臨床試験が必要である。
生理活性物質としてアルカロイドやフラボノイドを含み、伝統中国医学でも用いられている。研究により、これらの化合物は高コレステロール、肥満、ストレス等を減らす効果を持つことが示唆されている。

## 文化
- 14世紀中国で書かれた『三国志演義』では、劉備の家に大きなマグワの木があったとされる。
- 1986年の韓国の官能映画『桑の葉』は、この植物から名付けられた。
- 中国語の成語「桑田碧海」は、物事が大きく変わる例えとして用いられる。

## ギャラリー

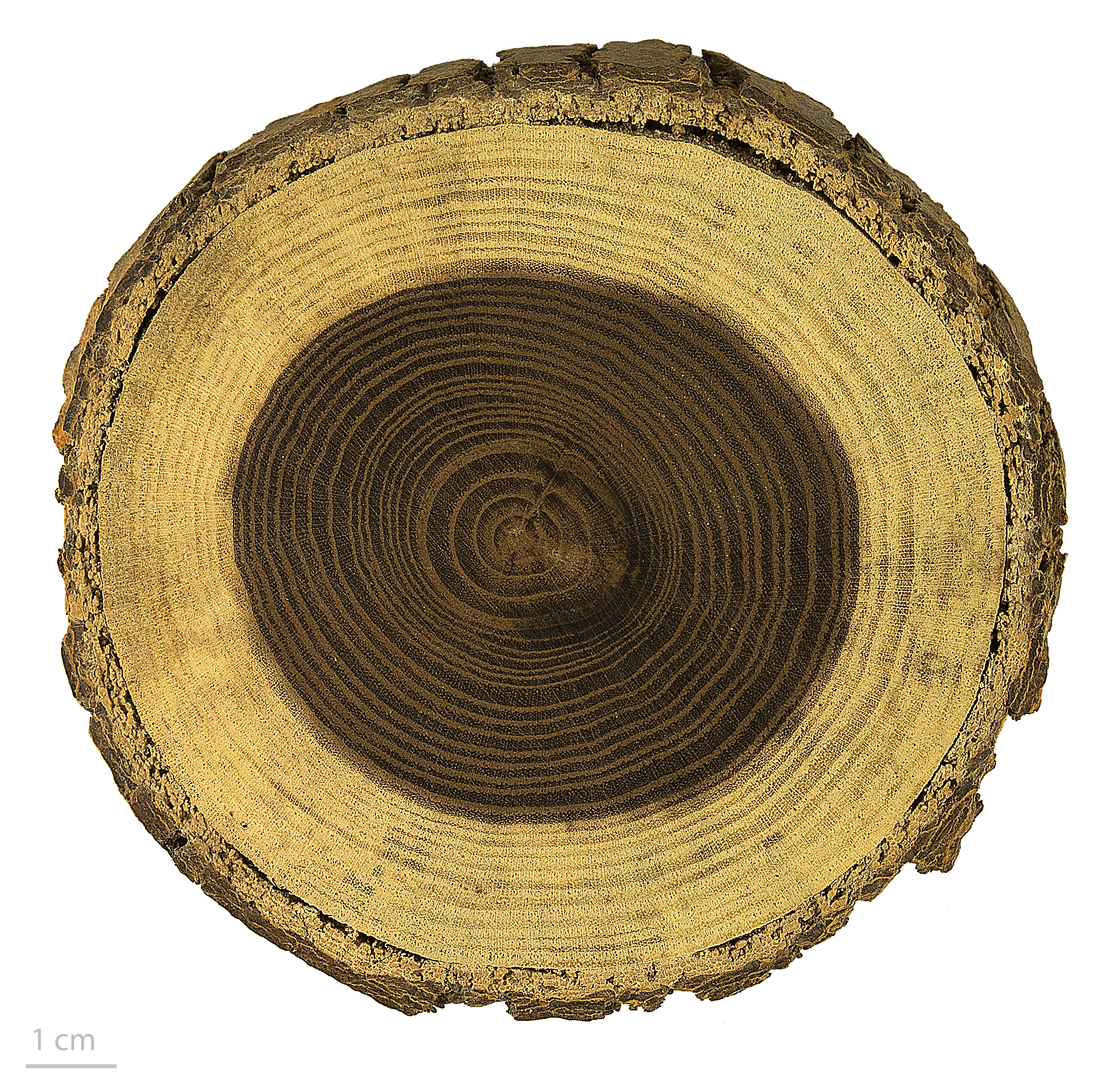
トゥールーズ自然史博物館
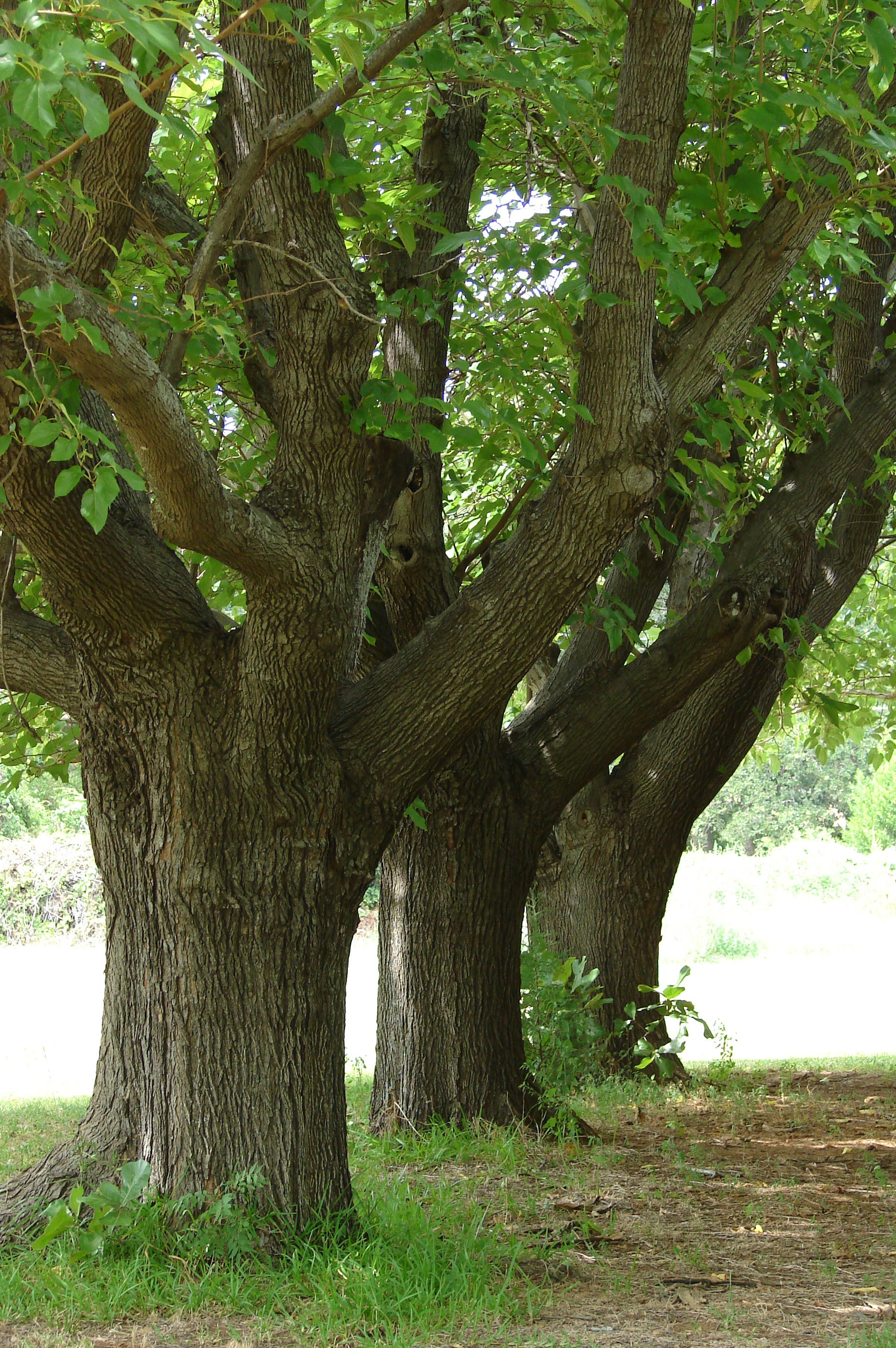
果実のならない木
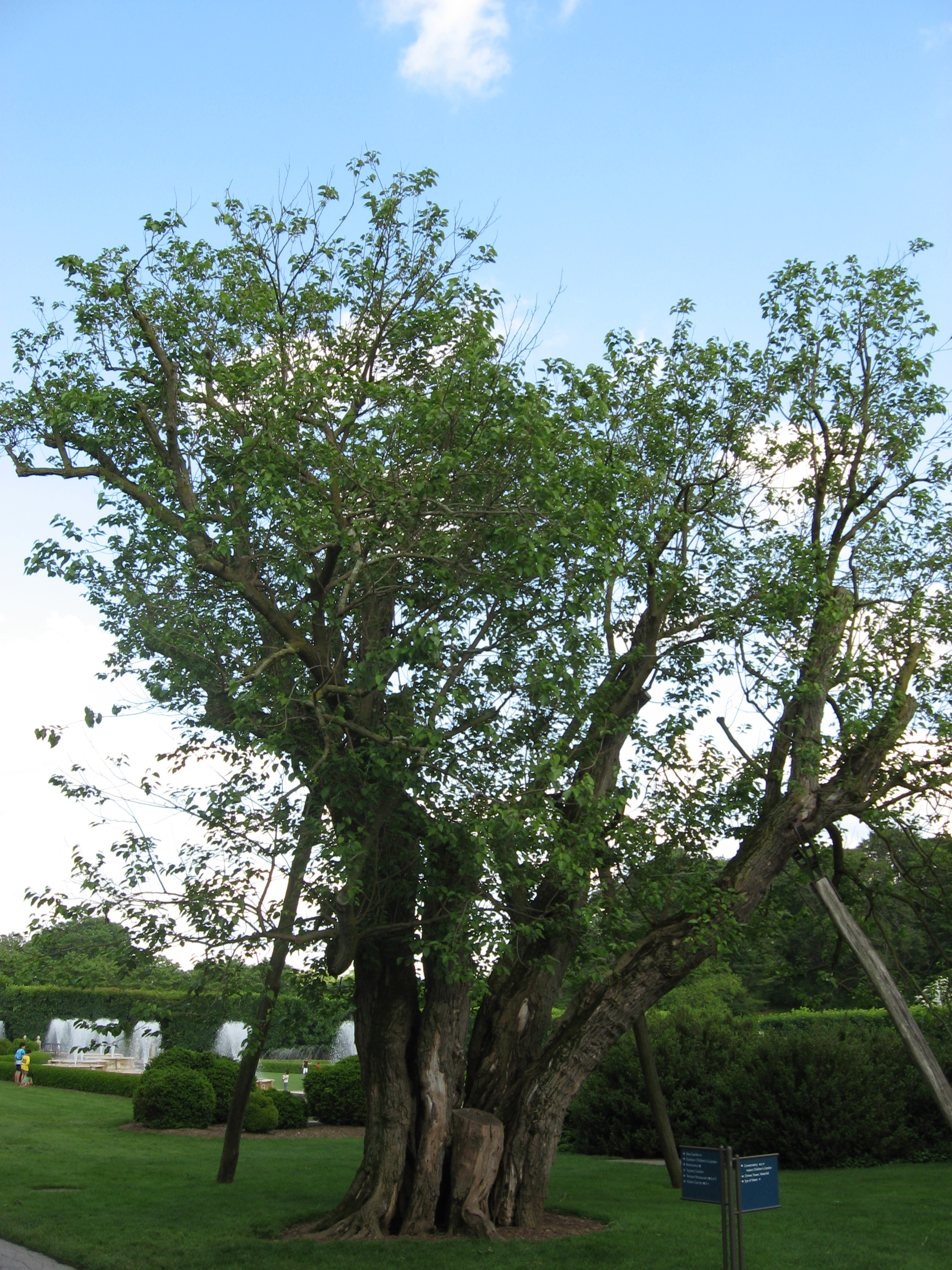
ロングウッドガーデンにあるペンシルベニア州一のマグワ
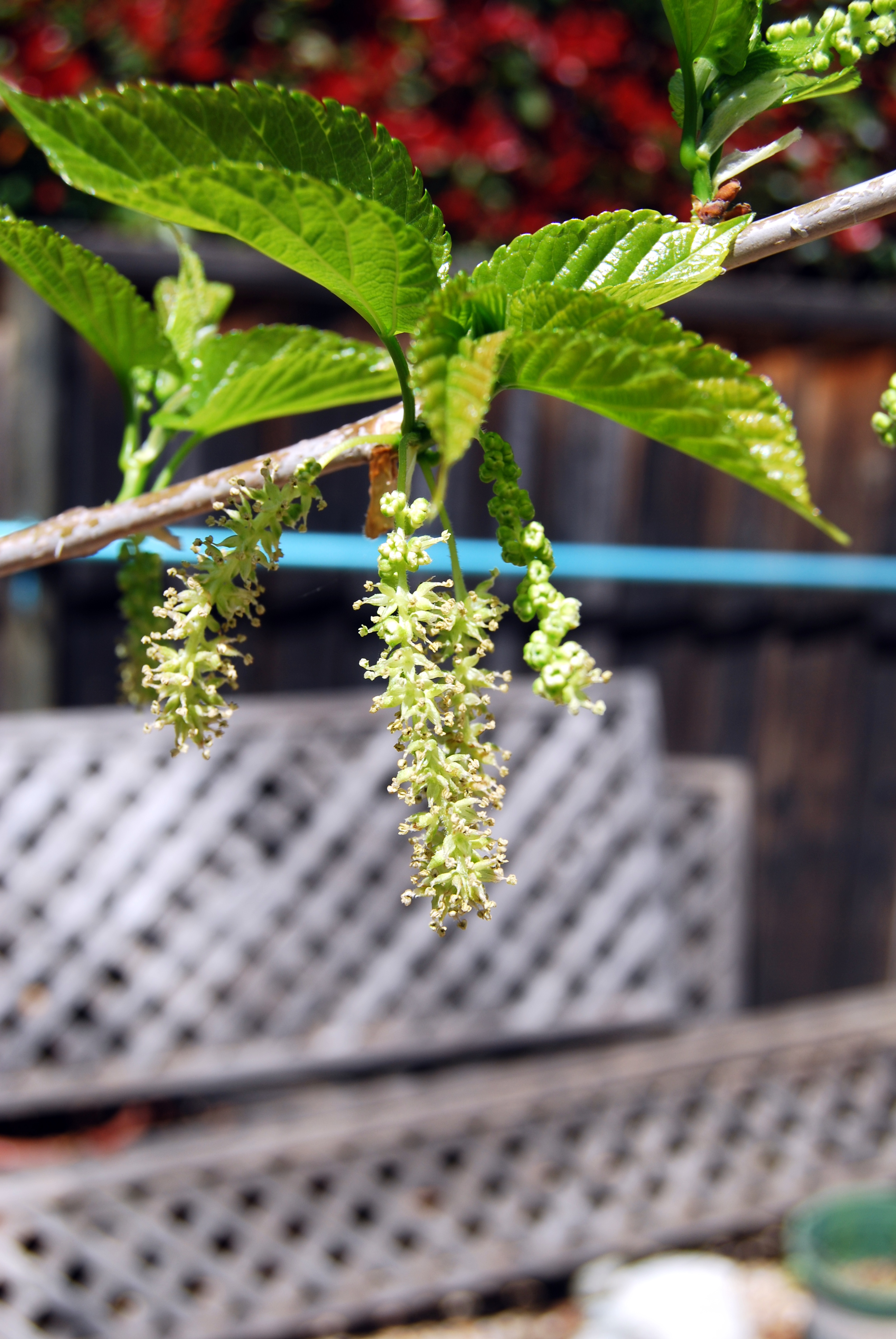
春の葉と雄花
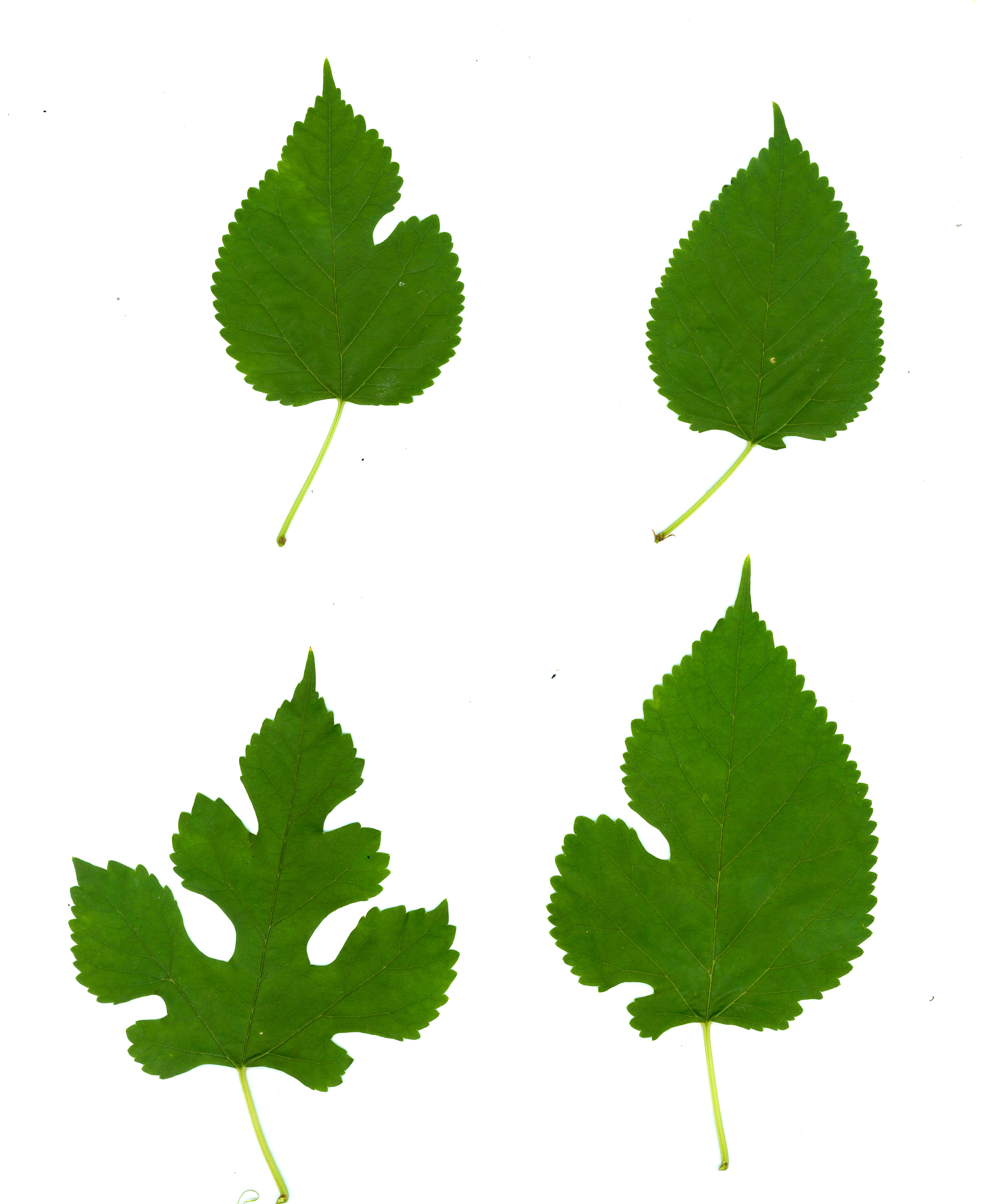
様々な形の葉
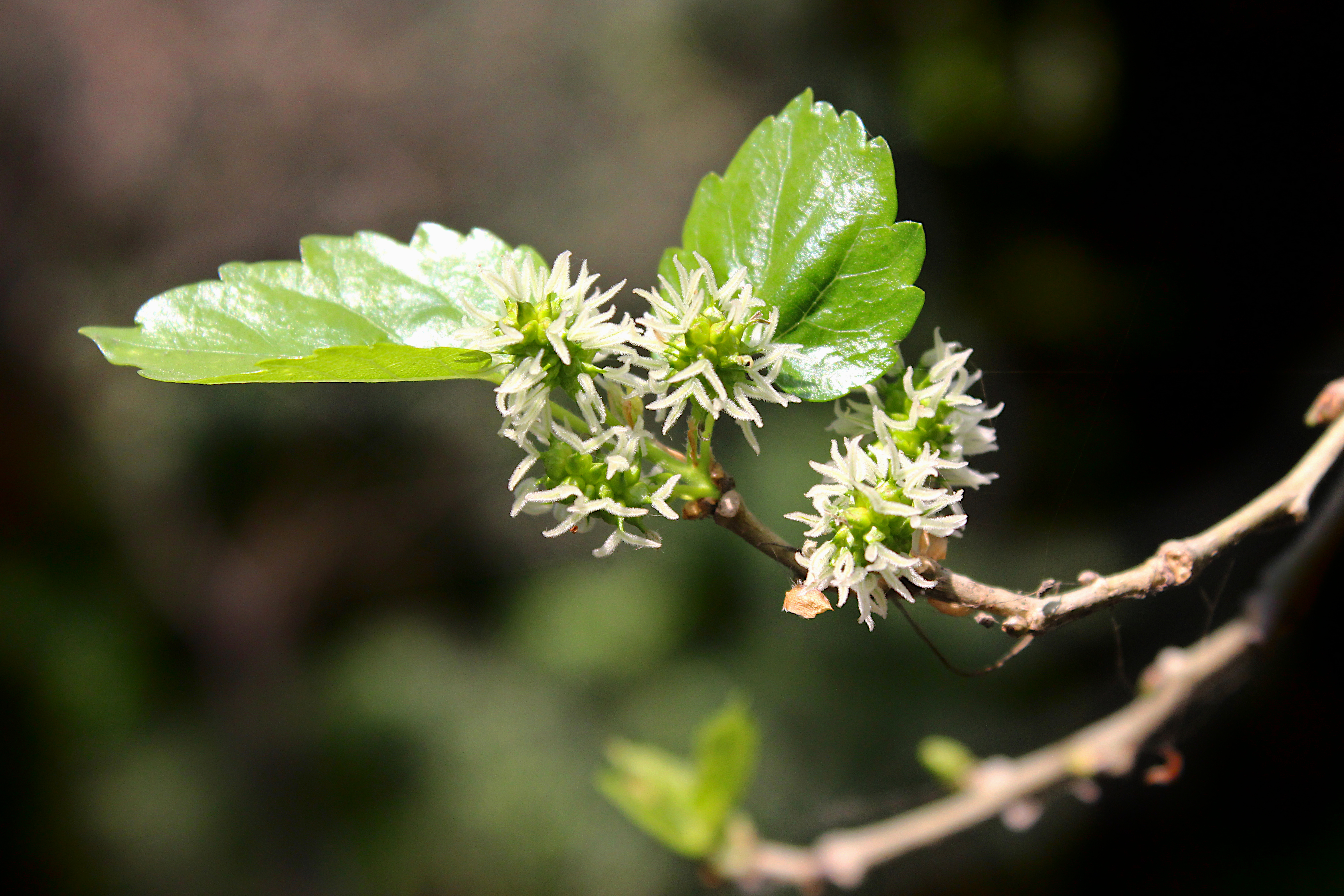
花（インド）
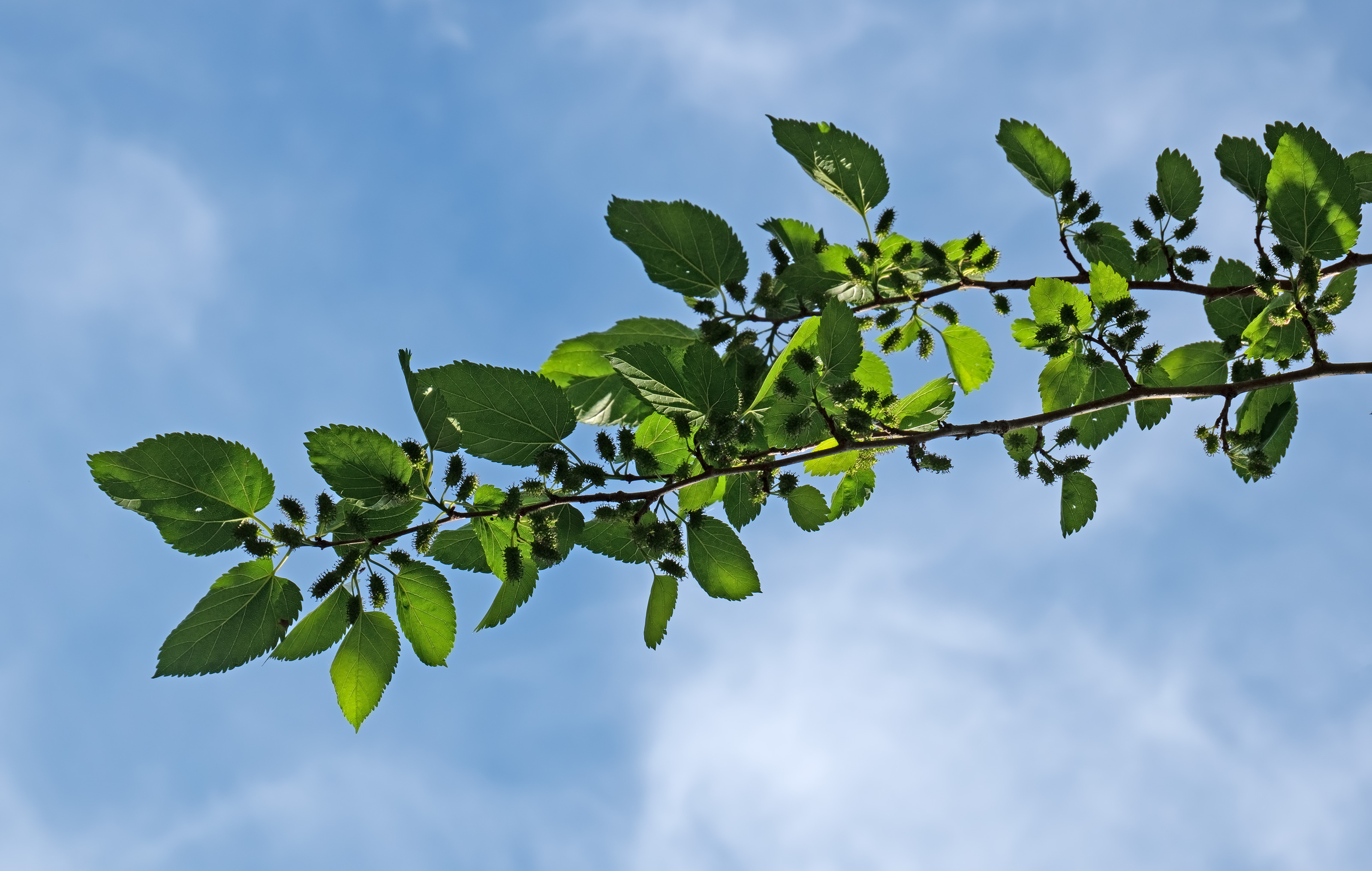
葉と花（スペイン）
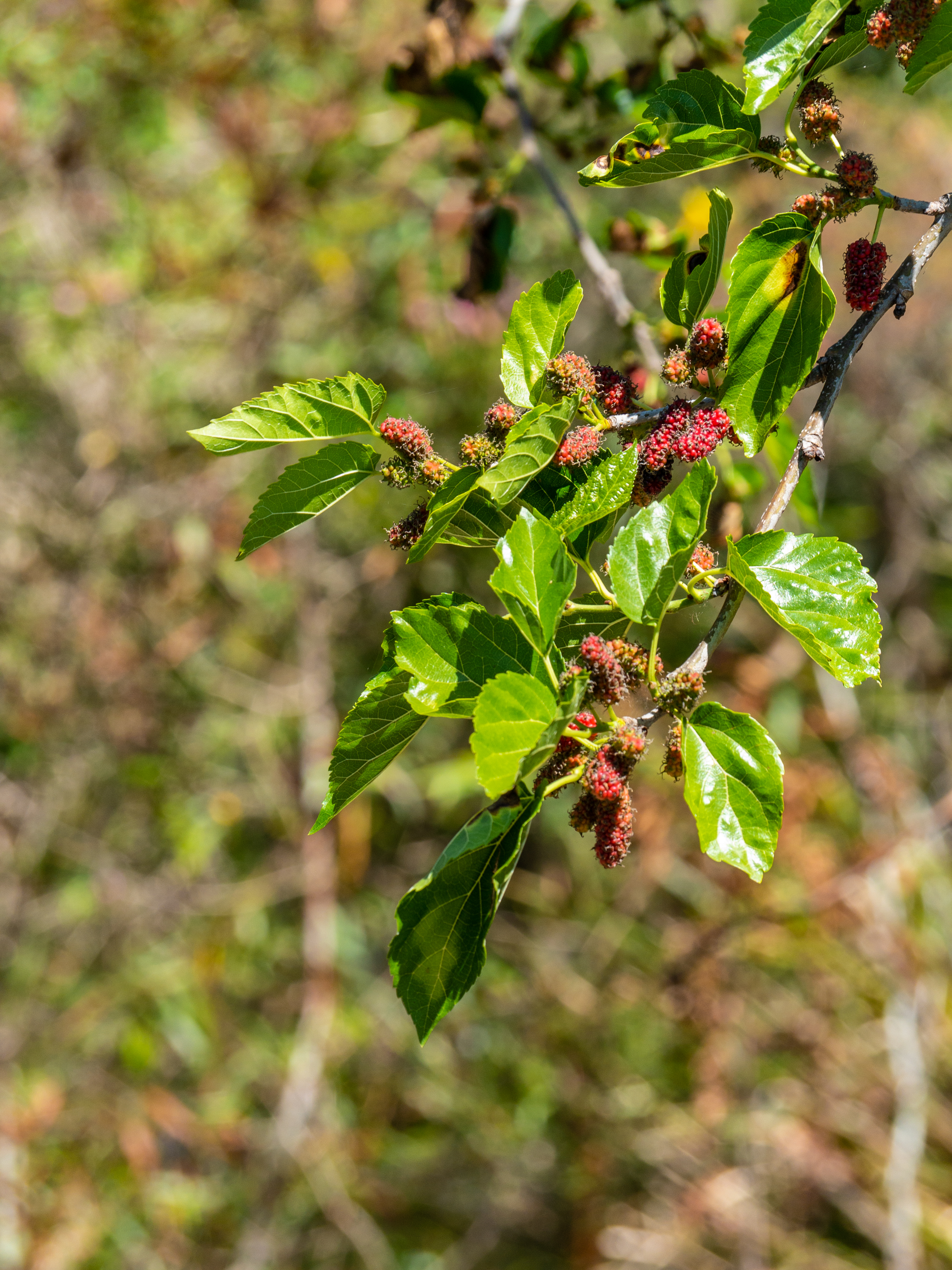
果実（インド）
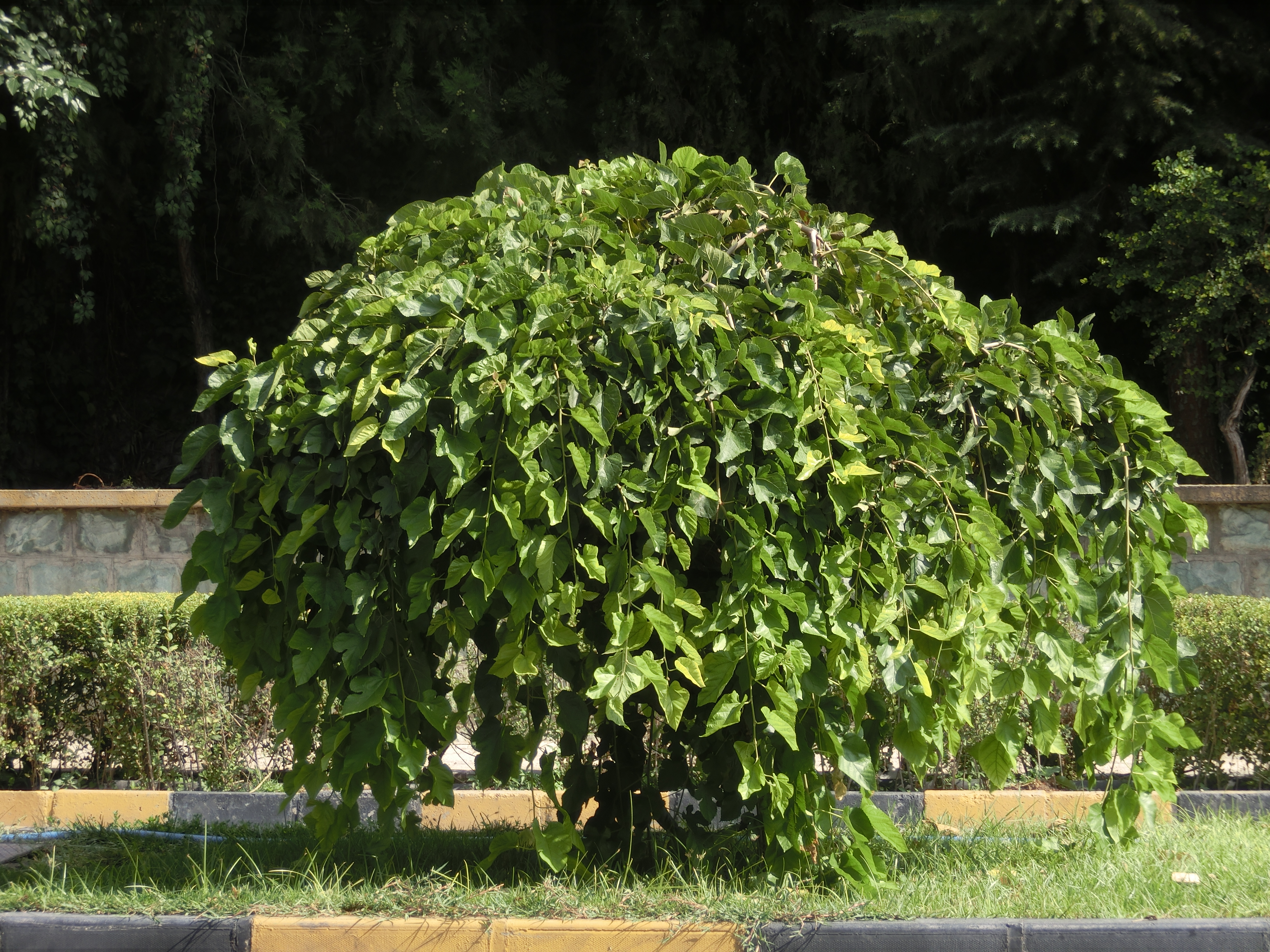
'Pendula'（イラン）
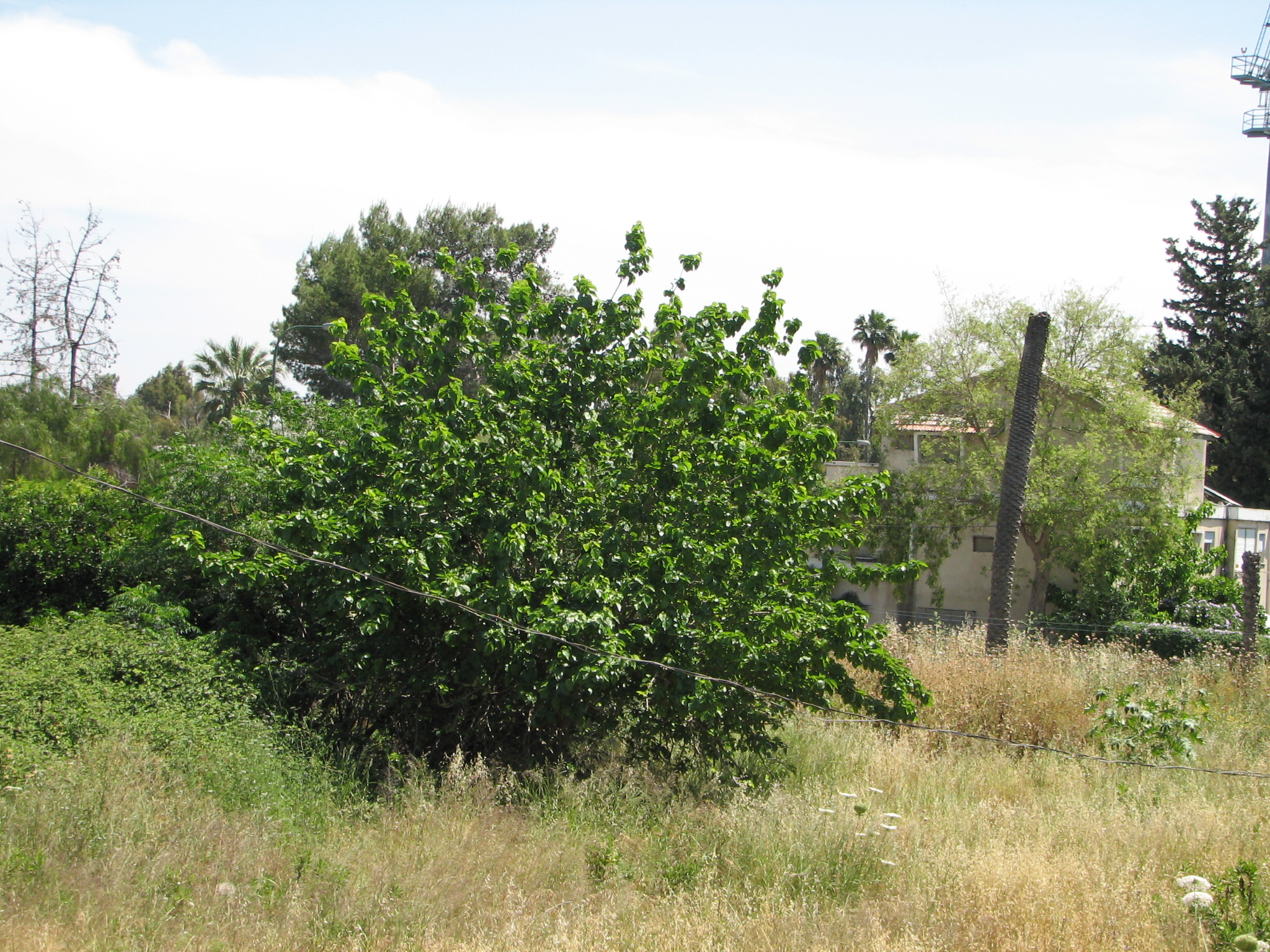
イスラエルで絹産業を立ち上げようと1922年にエドモン・バンジャマン・ド・ロチルドが植えた木